# Hugo Fidel Cázares
Hugo Fidel Cázares Linares (ur. 24 marca 1978 w Los Mochis) – meksykański bokser, były zawodowy mistrz świata wagi junior koguciej (do 115 funtów) organizacji WBA oraz wagi junior muszej (do 108 funtów) organizacji WBO.
Karierę zawodową rozpoczął 23 lutego 1997. Do stycznia 2005 stoczył 25 walk, z których 20 wygrał i 4 przegrał (jedną zremisował). W tym okresie zdobył tytuły mistrza Meksyku i WBO NABO w junior muszej.
30 kwietnia 2005 stanął w Hato Rey (Portoryko) do pojedynku o tytuł mistrza WBO w kategorii junior muszej z Portorykańczykiem Nelsonem Dieppą. Walka została przerwana w dziesiątej rundzie z powodu kontuzji Dieppy a sędziowie orzekli zwycięstwo Cázaresa. W roku 2005 bronił tytułu jeszcze dwukrotnie. 20 sierpnia pokonał byłego mistrza świata WBO w wadze słomkowej Alexa Sancheza z Portoryko przez TKO w ósmej rundzie oraz 29 października Taja Koichona Sor Vorpina przez KO w rundzie szóstej.
W roku 2006 bronił tytułu dwukrotnie. 30 czerwca pokonał Domingo Guillena z Dominikany przez KO w pierwszej rundzie a 30 września doszło do rewanżu z Nelsonem Dieppą. Wygrał ponownie przez TKO w dziesiątej rundzie.
4 maja 2007, w piątej obronie tytułu, pokonał Kolumbijczyka Wilfrido Valdeza przez TKO w drugiej rundzie a następnie, 25 sierpnia, stanął do pojedynku z Portorykańczykiem Ivánem Calderónem byłym mistrzem WBO wagi słomkowej, który przeszedł do wyższej kategorii. Walka była bardzo zacięta a Calderón w ósmej rundzie był liczony. Niejednogłośną decyzją sędziów za zwycięzcę uznany został Calderón i Cázares stracił pas.
Po roku, 30 sierpnia 2008, otrzymał szansę rewanżu i odzyskania tytułu. W siódmej rundzie walka została przerwana po przypadkowym zderzeniu głowami a sędziowie orzekli ponownie zwycięstwo Calderóna.
Po porażce przeszedł do kategorii junior koguciej, w której w czerwcu 2009 roku zdobył tytuł WBA Fedelatin. Po trzech miesiącach, 30 września, przystąpił do pojedynku o pas WBA z Japończykiem Nobuo Nashiro. Walka zakończyła się remisem i z tytułem pozostał Nashiro.
Rewanżowy pojedynek z Nobuo Nashiro odbył się w Osace 8 maja 2010. Cánares wygrał na punkty i został mistrzem świata w drugiej kategorii wagowej. W roku 2010 bronił tytułu jeszcze trzykrotnie. 3 lipca pokonał przez TKO w siódmej rundzie Meksykanina Everardo Moralesa, 9 października Peruwiańczyka Alberto Rossela (TKO dziewiąta runda)  a 23 grudnia na punkty Japończyka Hiroyuki Hisatakę.
9 lipca 2011 po raz czwarty obronił tytuł nokautując w trzeciej rundzie rodaka Arturo Badillo. 31 sierpnia uległ niejednogłośną decyzją japońskiemu pięściarzowi Tomonobu Shimizu tracąc pas.